# Šišma
Šišma (in tedesco Schisma) è un comune della Repubblica Ceca facente parte del distretto di Přerov, nella regione di Olomouc.